# Aquilaria rugosa
Aquilaria rugosa är en tibastväxtart som beskrevs av K.Le-cong och Kessler. Aquilaria rugosa ingår i släktet Aquilaria och familjen tibastväxter. Inga underarter finns listade i Catalogue of Life.

## Bildgalleri

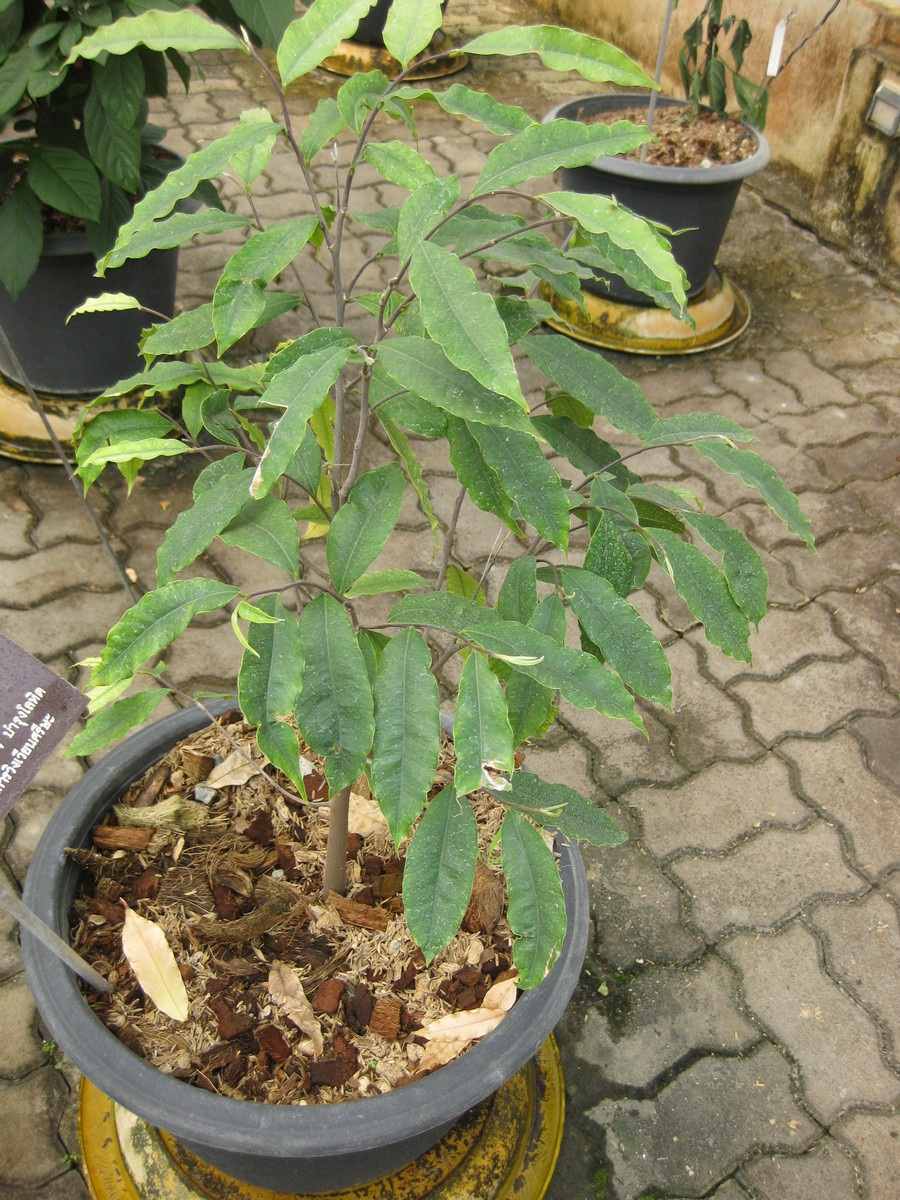
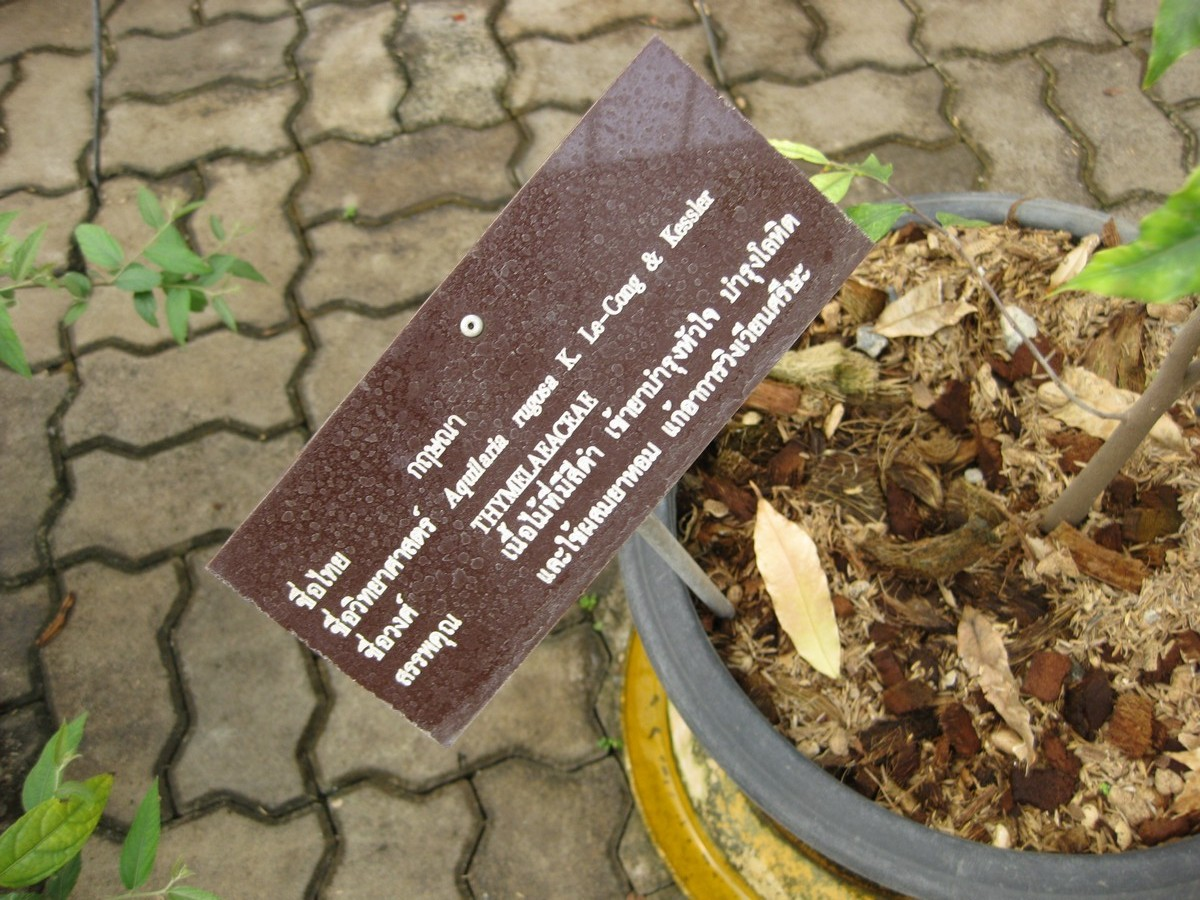